# Telosvertaling
De Telosvertaling is de naam waaronder de Herziene Voorhoevevertaling van het Nieuwe Testament uit 1982 bekend kwam te staan. Deze vertaling werd voordien het Nieuwe Testament van Voorhoeve of de Voorhoevevertaling genoemd (naar de eerste uitgever Herman C. Voorhoeve Jzn. te 's Gravenhage). De eerste uitgave verscheen in 1877.

## Geschiedenis
Over de identiteit van de vertalers bestaan geen officiële gegevens. Men gaat ervan uit dat de oorspronkelijke vertaling in hoofdzaak tot stand gebracht is door de uitgever en bankier Herman Cornelis Voorhoeve Jzn. (1837-1901). Zijn zoon, de uitgever J.N. Voorhoeve, heeft een belangrijk aandeel gehad aan de herziening van 1917 en werd hierin bijgestaan door onder meer zijn broer, de arts N.A.J. Voorhoeve. Ook voor de derde druk in 1931 droeg J.N. Voorhoeve de verantwoordelijkheid. De herziening van 1966 was voornamelijk het werk van de heer J. Klein Haneveld.
De Voorhoevevertaling van het Nieuwe Testament is oorspronkelijk gebaseerd op een door John Nelson Darby samengestelde Griekse tekst en werd tot stand gebracht met behulp van de door Darby verzorgde vertalingen in het Engels (1867, 1872), in het Frans (1859, 1875), en het Duits (de Elberfelder bijbel, 1855).
De Voorhoevevertaling is inmiddels vier keer herzien (1917, 1931, 1966, 1982). De laatste herziening vond plaats in 1982 en was tamelijk ingrijpend. Vanaf nu werd de Griekse tekst van de Nestle-Aland of ("Novum Testamentum Graece")-tekstuitgave het uitgangspunt. Deze editie van de Voorhoevevertaling staat sindsdien bekend als de Telosvertaling. De editie van 1982 is het werk van een kleine commissie, bestaande uit de heer J. Klein Haneveld, dr. G.H. Kramer, mr. H.P. Medema en dr. W.J. Ouweneel.
In 2012 gaf de oorspronkelijke uitgever bekend geen verdere uitgaves van de vertaling te zullen drukken. Op grond van de blijvende navraag werd in 2018 door de uitgever Grace Publishing House een herziene versie uitgegeven, waarin de textuele inhoud onveranderd bleef en enkel de spelling gemoderniseerd werd.
De Telosvertaling wordt algemeen gebruikt binnen de Vergadering van gelovigen.

## Verwante vertalingen

### Duitse 'Elberfelder Bibel'
Julius Anton Eugen Wilhelm von Poseck (1816–1896) had een aantal apostelbrieven uit het Nieuwe Testament naar het Duits vertaald en legde deze aan John Nelson Darby voor. Dit zette Darby ertoe aan om vanaf 1854 mee te werken aan een volledige Bijbelvertaling in het Duits. Het vertalersteam voor het Nieuwe Testament, dat al in 1855 werd gepubliceerd, bestond uit Darby, von Poseck en Carl Brockhaus (1822–1899). Het Oude Testament werd vertaald door Darby, Brockhaus en Hermanus Cornelius Voorhoeve en uitgegeven in 1871. Latere herzieningen werden door Alfred Rochat (1833–1910), Emil Dönges (1853–1923) en Rudolf Brockhaus (1856–1932) uitgevoerd. Deze Bijbelvertaling kwam bekend te staan als de "Elberfelder Bibel", aangezien een groot deel van het vertaalwerk in Elberfeld (nu een deel van Wuppertal) werd verricht.

### Franse 'Bible Darby' (Pau-Vevey)
William Joseph Lowe (1838–1927) en dhr. Schlumberger zaten in het vertaalteam van de Pau-Vevey-vertaling die in 1859 voor het eerst werd uitgegeven. De officiële titel was: 'Les LIVRES SAINTS CONNUS SOUS LE NOM DENOUVEAU TESTAMENT. Version nouvelle.' Darby werkte mee aan dit project in Pau, Zuid-Frankrijk, maar het meeste werk werd verricht door een aantal "Brethren" in het Franstalige deel van Zwitserland. Er verschenen nieuwe oplagen van het Nieuwe Testament in 1872, 1875 en 1878. De volledige bijbel verscheen in 1885.

### Engelse 'Darby Bible'
In 1867 verscheen Darby's vertaling van het Nieuwe Testament in het Engels. Hiervan werden er in 1872 en 1882 herziene edities uitgegeven. Na Darby's dood werkten zijn studenten aan de vertaling van het Oude Testament, met behulp van de Franse en Duitse vertalingen. De volledige Engelse "Darby Bible" (volledige titel: The Holy Scriptures: A New Translation from the Original Languages by J.N. Darby) werd gepubliceerd in 1890.